# 国際連合キプロス平和維持軍
国際連合キプロス平和維持軍（こくさいれんごうキプロスへいわいじぐん、United Nations Peacekeeping Force in Cyprus、略称:UNFICYP）は、キプロス紛争にともない、1964年よりキプロスに展開している平和維持軍。1974年に形成された緩衝地帯の保護を通してキプロスにおけるギリシャ系住民とトルコ系住民の衝突を防止することを目的としている。

## 概要
キプロスには、ギリシャ系住民とトルコ系住民が居住していたが、1950年代頃までには、両者の対立が高まっていた。1960年には、ギリシャ系・トルコ系両住民の平等な権利を保障した憲法のもとにイギリスから独立した。しかし、1963年にマカリオス率いるキプロス政府が、トルコ系住民の権利保障を縮小する内容の憲法改正を試みたことで、12月21日に両者の間で衝突が発生した。当初、元宗主国で1960年の独立以降も防衛のためキプロス島に軍を駐留させていたイギリスが平和維持軍として介入したが、事態の収拾には至らなかった。翌1964年3月4日、国連安全保障理事会は事態の沈静化のために国際連合安全保障理事会決議186を採択し、戦闘の再発防止、法秩序の回復・維持への支援、及び常態への復帰を目的として国際連合キプロス平和維持軍が派遣されることとなった。
本部はニコシア国際空港の敷地を利用している。
1974年7月15日、ゲオルギオス・パパドプロス率いるギリシャ軍事政権の支援を受けた併合派のギリシャ系住民がクーデターを起こし、独立派のギリシャ系住民との内戦が始まった。この際、内戦に乗じて特にキプロス国家警備隊（ギリシャ系住民によって構成されるキプロスの国軍）によるトルコ系住民への攻撃が行われたため、トルコ政府はトルコ系住民の保護を大義名分として軍事介入、7月20日にキプロスに侵攻し島の北部を占領した（この部分にはトルコ系住民が移住し、1983年11月15日には「北キプロス・トルコ共和国」の独立が一方的に宣言された）。8月には停戦協定が結ばれたが、この時の停戦ラインによって島は南北に分断されることとなった。これ以降UNFICYPは、両者の間の緩衝地帯（通称グリーンライン）内に展開し、両派の停戦合意履行を監視している。現在では、緩衝地帯は鉄条網や土嚢により固められており、UNFICYPの監視所が置かれている。
派遣人員は、1964年の派遣開始当初は6,000名以上であったが、状況の沈静化に伴って漸減し、2023年11月現在の派遣人員は1,017名である。

## 活動
- 停戦の維持
- 緩衝地帯の監視・警備
- 緩衝地帯の治安維持
- 和平への関与

## 派遣状況
- 派遣期間：1964年3月から。派遣期間は1年ごとに延長されている。

- 人員：軍事・警官要員866名、文民151名[2]。

- 殉職者数：183名（内訳：敵対行為によるものは15名。敵対行為によらないものは、事故99名、病気45名、その他24名）[3]。